# Veľké Kosihy
Veľké Kosihy este o comună slovacă, aflată în districtul Komárno din regiunea Nitra. Localitatea se află la altitudinea de 110 m deasupra n.m., se întinde pe o suprafață de 24,27 km2 și în 2017 număra 963 de locuitori. Se învecinează cu Nagyszentjános, Ács și Klížska Nemá.

## Istoric
Localitatea Veľké Kosihy este atestată documentar din 1268.

## Demografie
| An:                | 1994 | 2004   | 2014   | 2024   |
| ------------------ | ---- | ------ | ------ | ------ |
| Număr de persoane: | 986  | 987    | 982    | 956    |
| Diferență:         |      | +0,10% | −0,50% | −2,64% |

| An:                | 2023 | 2024   |
| ------------------ | ---- | ------ |
| Număr de persoane: | 958  | 956    |
| Diferență:         |      | −0,20% |